# Società internazionale per lo studio del Medioevo latino
La Società Internazionale per lo Studio del Medioevo Latino (SISMEL) è un istituto culturale senza fini di lucro che persegue scopi di ricerca, di formazione, di promozione e di informazione scientifica nell'ambito disciplinare del Medio evo.
La società svolge anche attività editoriale, attraverso la SISMEL-Edizioni del Galluzzo, casa editrice scientifica specializzata in testi della letterarietà medievale e umanistica.

## Storia
La SISMEL, fondata da Claudio Leonardi, ha iniziato la sua vita, di fatto, nel 1978 ma si è costituita giuridicamente a Firenze il 20 gennaio 1984, ottenendo il riconoscimento della personalità giuridica con Decreto Ministeriale (Ministero per i Beni e le Attività Culturali) del 26 luglio 1997.

## Finalità
La SISMEL ha lo scopo di promuovere la ricerca e la documentazione circa la latinità medievale, in particolare nei suoi aspetti culturali, di organizzare la formazione di giovani alla ricerca in questo settore, di fornire servizi nel settore della ricerca e dell'informazione bibliografica medievistica. In quanto tale essa rappresenta oggi un punto di riferimento per la comunità scientifica, a livello internazionale. Grazie alla specificità dei suoi interessi e alla fervida attività di ricerca che ha saputo svolgere dal 1978 a oggi, la SISMEL non ha infatti tardato a farsi conoscere all'interno della numerosa e articolata famiglia dei medievisti, proponendosi come organismo volto a rappresentare e coordinare studiosi e ricercatori dediti allo studio del medioevo latino. Le numerose attestazioni di personalità del mondo scientifico ne possono fare fede.

## Sede e organizzazione
Nel dicembre 2012 la SISMEL ha inaugurato i locali della nuova sede, in una porzione di un palazzo storico nel centro di Firenze situato in Via Montebello n. 7, tra la stazione ferroviaria di Santa Maria Novella e l'Arno. Il palazzo, che è stato edificato nel 1873, è stato dichiarato nel 2005 di interesse ai sensi dell'art. 10 comma 1 del D.Lgs. 22 gennaio 2004 n. 42. Tutte le attività della SISMEL sono state trasferite qui nel corso del 2013, con il completamento dei lavori di ristrutturazione del palazzo.
Nella vecchia sede della Certosa del Galluzzo si conserva un deposito librario per materiale di consultazione meno frequente.
Nello stesso palazzo di via Montebello ha sede anche la Fondazione Ezio Franceschini, con la quale la SISMEL ha condiviso per 25 anni i locali della Certosa.

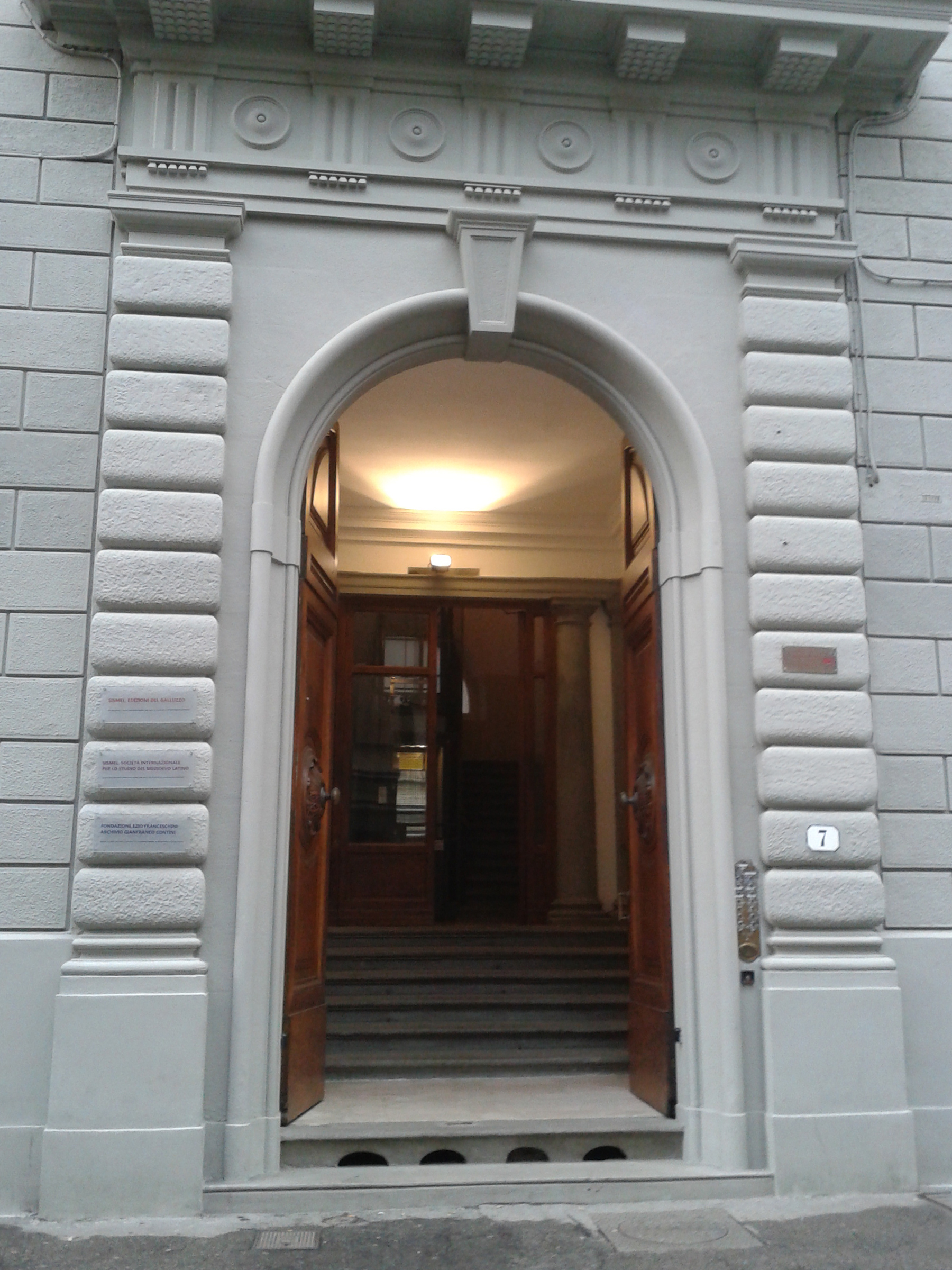
Sede SISMEL

Per regolare il suo funzionamento la SISMEL si è dotata dei seguenti organi:
- Presidenza
- Direzione
- Comitato scientifico
- Consiglio di amministrazione
- Collegio dei sindaci
- Assemblea dei Soci

### Presidenza
Presidente della SISMEL è Agostino Paravicini Bagliani.

### Direzione
Direttore della SISMEL è Francesco Santi.

### Comitato scientifico
Il Comitato scientifico della SISMEL è composta da: Nicole Bériou, Amos Bertolacci, Carmen Cardelle de Hartmann, Lucia Castaldi, Paolo Chiesa, Edoardo D'Angelo, Antonella Degl'Innocenti, José Manuel Díaz de Bustamante, François Dolbeau, Gianfranco Fioravanti, Giancarlo Garfagnini, Haye Thomas, Michael Lapidge, Enrico Menestò, Ileana Pagani, Agostino Paravicini Bagliani, Lucia Pinelli, Stefano Pittaluga, Luigi Giovanni Giuseppe Ricci, Francesco Santi, Francesco Vincenzo Stella, Peter Stotz.

### Il Consiglio di amministrazione
Il Consiglio di amministrazione della SISMEL è composto da: Agostino Paravicini Bagliani (presidente), Francesco Santi (Direttore), Stefano Brufani, Carmen Cardelle de Hartmann, Paolo Chiesa, José Martínez Gázquez, Lucia Pinelli, Jean-Yves Tilliette.

### Collegio dei sindaci
Il Collegio dei sindaci della SISMEL è composto da: Mario Piccinini (Presidente), Gabriele Bonoli, Gianni Pondi.

### Assemblea dei soci
L'Assemblea dei soci della SISMEL, che si riunisce una volta l'anno, si compone di 300 soci ordinari e 21 soci onorari.

## Interessi di ricerca
Per comprendere il ruolo svolto dalla SISMEL occorrerà ricordare come la filologia e la storia culturale mediolatine siano una disciplina accademicamente giovane. Le ragioni di questo ritardo possono essere individuate, oltre che nell'egemonia tra gli studiosi della tradizione classicista, in un interesse per la letteratura medievale nato sulla scia del movimento romantico, che poneva attenzione soprattutto al manifestarsi delle lingue germaniche e romanze, contro la tradizione scolastica in lingua latina. Ne consegue che quanti, in questo secolo, hanno studiato i testi medievali in lingua latina hanno lavorato in modo piuttosto isolato. La situazione si è via via mutata dal 1945 in poi.
Negli ultimi decenni la scienza storica ha per altro compiuto non pochi progressi sia sotto il profilo della riflessione metodologica sia sotto quello dell'indagine storiografica, trovando, proprio nell'ambito degli studi sull'età medievale, il settore forse più fecondo e ricco di stimoli innovativi. Di tali trasformazioni la SISMEL si è fatta interprete. Qualificandosi come società volta alla promozione degli studi sulla latinità medievale, la SISMEL si è infatti presa carico, senza volere per questo sovrapporsi o sostituirsi ad altre iniziative, di un'operazione culturale di rilevante significato, diventando portavoce di una medievistica definitivamente emancipata dalla propria origine romantica e padrona dei suoi metodi e delle sue iniziative di ricerca.

### Sezioni dedicate a singole aree di ricerca
La SISMEL promuove numerosi progetti e attività di ricerca; per il coordinamento di queste attività sono state attivate diverse sezioni, dedicate a differenti ambiti disciplinari.
Le sezioni attualmente operanti (fra parentesi si riporta la sede universitaria di riferimento) sono:
- sezione bibliografia e repertori (Università di Firenze)
- sezione esegetica (Università di Firenze)
- sezione agiografica (Università di Perugia)
- sezione filosofica (Università di Pisa)
- sezione storia, scienze e società (Università di Losanna)
- sezione lessicografica (Università di Genova e Bologna)
- sezione paleografica (Università di Firenze)
- sezione informatica (Università di Firenze)
- sezione filologica (Aiuto:Voce)
- sezione geografica (Università di Genova)

## Pubblicazioni cartacee e le forme di diffusione elettronica
La SISMEL, a supporto dell'attività di ricerca promossa dalle singole sezioni, svolge una intensa attività editoriale consistente nella pubblicazione di bibliografie, CD-ROM, collane di studi, e periodici; il catalogo di tutte le pubblicazioni edite dalla SISMEL è liberamente consultabile online.

### Pubblicazioni cartacee
Le pubblicazioni sono raggruppate in 40 collane e 8 periodici. La SISMEL pubblica anche una serie di bibliografie e repertori.

#### Collane editoriali
- Archivio Romanzo
  - Pubblicazioni della Scuola di Dottorato Europea in Filologia romanza
- Archivum Gregorianum
- Biblioteche e archivi
  - Texts and Studies
- Carte e carteggi. Gli archivi della Fondazione Franceschini
- Caterina Vigri. La Santa e la Città
- Corpus Coelestinianum
- Corpus des Trobadours
  - Éditions
  - Études
- Corpus Philosophorum Medii Aevi. Subsidia
- Corpus Philosophorum Medii Aevii. Testi e Studi
- Edizione Nazionale dei Testi Mediolatini
  - Serie I
  - Serie II
- Edizione Nazionale dei Testi Mediolatini d'Italia
  - Serie I
  - Serie II
- Edizione Nazionale I canzonieri della lirica italiana delle Origini
- Edizione Nazionale La Scuola Medica Salernitana
- Ezio Franceschini e la Resistenza
- Galluzzo Paperbacks
- Il Ritorno dei Classici nell'Umanesimo
  - Antichi volgarizzamenti
  - Commenti ai testi latini
  - Storiografia umanistica
  - Traduzioni

- Il Tempo di Savonarola
- La Gerusalemme in Occidente
- La Mistica cristiana tra Oriente e Occidente
  - Francesca Romana advocata Urbis
  - Repertorio delle fonti e bibliografia per lo studio della mistica femminile in Italia
  - Sentimento religioso e identità italiana
- La Tradizione Musicale. Studi e testi
  - Le regole della musica
- L'Europe des philologues. Correspondance
- Lopereseguite
- Manoscritti datati d'Italia
- medi@evi. digitale medieval folders
- mediEVI
- Memoria Scripturarum
  - Testi latini
  - Testi in volgare
- Micrologus' Library
  - Alchemica Latina
  - Salomon Latinus
- Millennio Medievale
  - Agiografia e Bibbia in lingua italiana
  - Atti di Convegni
  - Reprints
  - Strumenti
  - Studi
  - Strumenti e Studi
  - Testi
  - Tradizione Profetica
- Opuscoli
- Opuscoli nuova serie

- Per Verba. Testi mediolatini con traduzioni
- Quaderni di CALMA
- Quaderni di Hagiographica
  - Le vite medievali di s. Bernardino da Siena
- Quaderni di San Giacomo
- Quaderni di Stilistica e metrica italiana
  - Fellowship Marco Praloran
- Savonarola e la Toscana
- Teatro umanistico
- Textus. Studi di filologia elettronica e di informatica umanistica
- Toscana sacra
- Traditio et renovatio

#### Periodici
- Codex Studies
- Documenti e studi sulla Tradizione filosofica medievale
- Filologia Mediolatina
- Hagiographica
- Iconographica
- Itineraria
- Micrologus
- Stilistica e Metrica Italiana

#### Bibliografie e repertori
- Claudio Leonardi, Lucia Pinelli (a cura di), Medioevo latino. Bollettino bibliografico della cultura europea da Boezio a Erasmo (secoli VI-XV), Firenze, SISMEL Edizioni del Galluzzo, 1980-.
- Francesco Santi, Michael Lapidge (a cura di), C.A.L.M.A. Compendium auctorum Latinorum medii aevi (500-1500), Firenze, SISMEL Edizioni del Galluzzo, 2000-.
- Sofia Lannutti (a cura di), Medioevo Musicale. Bollettino bibliografico della musica medievale, Firenze, SISMEL Edizioni del Galluzzo, 1998.

### Banche dati e altre forme di diffusione elettronica
All'attività nell'ambito dell'editoria tradizionale a stampa, la SISMEL ha affiancato il settore delle banche dati, le cui informazioni (riguardanti svariati aspetti della cultura latina medievale, dall'onomastica alla tradizione manoscritta, ecc.) sono consultabili attraverso un sistema integrato denominato Mirabile - Archivio Digitale della Cultura Latina Medievale, realizzato in collaborazione con la Fondazione Ezio Franceschini di Firenze.
La SISMEL inoltre, ha pubblicato su CD-ROM e DVD una serie di strumenti per lo studio e la ricerca (edizioni elettroniche e testi in formato digitale, strumenti di carattere repertoriale, riproduzioni di manoscritti ecc.)
CD-ROM e DVD
- Medioevo latino on CD-ROM, 1998 (II ed. 2007)
- La Bibbia Amiatina. Riproduzione integrale su CD-ROM del manoscritto Firenze, Biblioteca Medicea Laurenziana, Amiatino 1, 2000.
- Topografia Sacra della Toscana, 2001
- Iacopo da Varazze. Legenda aurea in CD-ROM, 1999
- I Classici del Medioevo Latino, 2006
- PoetriaNova. A CD-ROM of Latin Medieval Poetry (650-1250 A. D.), 2001 (II ed. 2010)

#### Mirabile - Archivio Digitale della Cultura Latina Medievale
Mirabile è una web application di carattere commerciale che permette l'accesso alle informazioni (oltre 80.000 forme onomastiche relative ad autori medievali, titoli delle loro opere, oltre 70.000 segnature di manoscritti, quasi 300.000 record bibliografici, ecc.) contenute nei database sviluppati dalla SISMEL (MEL, BISLAM, CALMA, MEM) e alle pubblicazioni della SISMEL - Edizioni del Galluzzo

#### Informatica umanistica
La SISMEL è attiva nel settore del Computing in the Humanities dalla fine degli anni ottanta. Numerosi sono stati i convegni (di carattere nazionale e internazionale) organizzati spesso in collaborazione con altri istituti (Fondazione IBM Italia, ENEA Campus, Accademia dei Lincei, Erpanet, ecc.). All'impegno teorico hanno fatto seguito una serie di progetti, realizzati sovente nel contesto della Biblioteca Digitale Italiana. Fra questi si annovera Gli Inventari delle Biblioteche Medievali Italiane (secc. IX-XVI), liberamente consultabile dalla homepage del progetto.

#### Digitalizzazione dei Manoscritti della Biblioteca Medicea Laurenziana
La SISMEL ha inoltre progettato e coordinato per conto del MiBAC la digitalizzazione del fondo Plutei della Biblioteca Medicea Laurenziana di Firenze. I risultati del progetto sono liberamente accessibili tramite il sito del progetto